# Leone Massimo

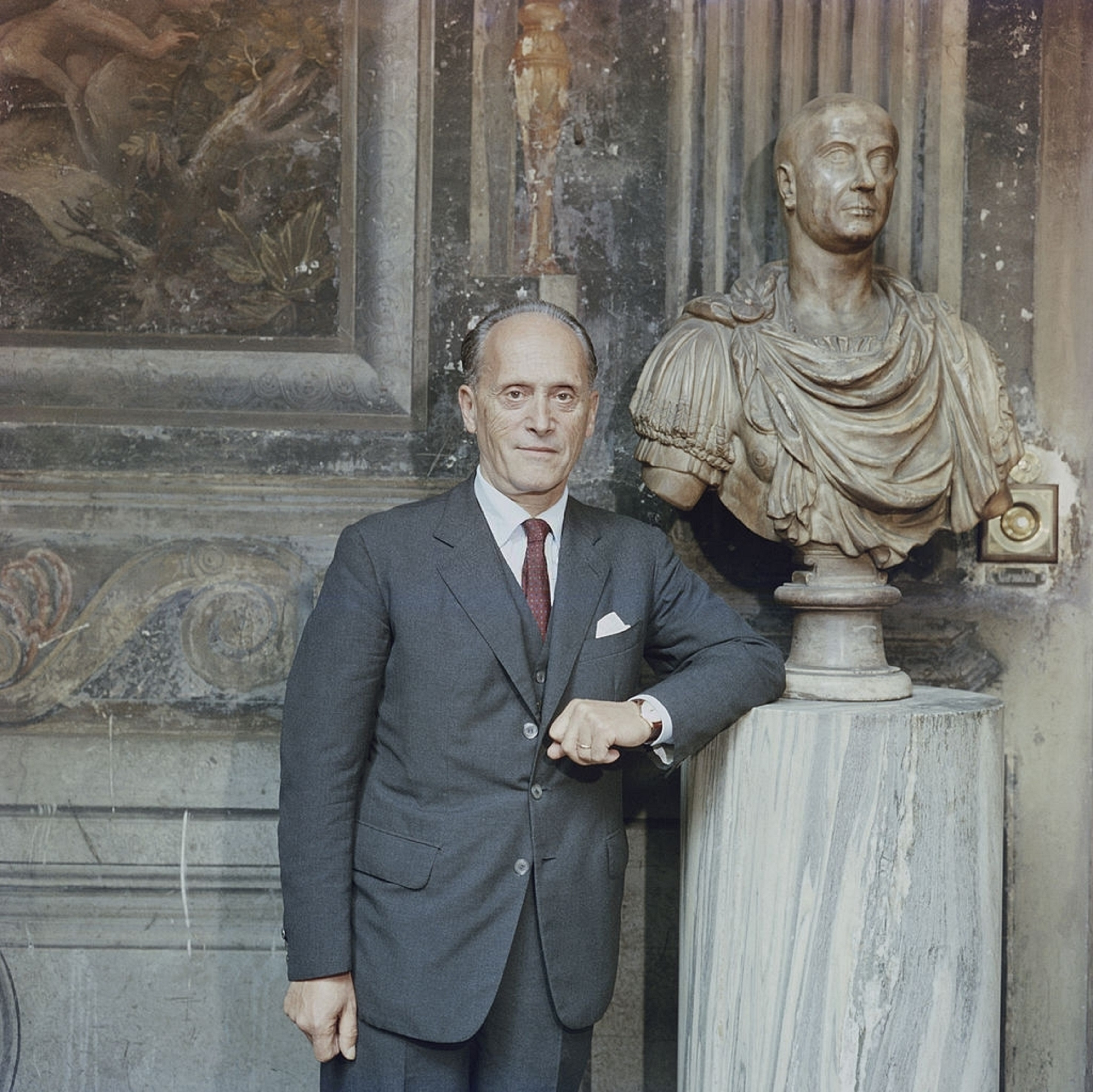
Leone Massimo in seiner Residenz, dem Palazzo Massimo alle Colonne, in Rom

Leone Massimo, 5. Fürst von Arsoli (vollständiger Name Leone Enrico Giuseppe Siegfried Lelio Principe Massimo, 5. Principe di Arsoli; * 25. Januar 1896 in Rom; † 4. Mai 1979 ebenda) war ein italienischer Adliger und Komponist.

## Leben
Er entstammte der Familie Massimo und war Sohn von Camillo Francesco Massimo, Fürst von Arsoli (1865–1943), und Eleonora Brancaccio. Seit 1935 war er mit Maria Adelaide von Savoyen-Genua (1904–1979) verheiratet. Aus der Ehe gingen sechs Kinder hervor. Zunächst Herzog von Anticoli Corrado, wurde er 1943, nach dem Tode seines Vaters, 5. Fürst von Arsoli. Das Castello Massimo in Arsoli befand sich in seinem Besitz und gehört bis heute seinen Erben.
Leone Massimo war als Komponist tätig. In Rom war er Schüler von Ottorino Respighi, in München von Walter Courvoisier und in Paris von Charles Koechlin. Er erlangte 1920 an der Regia Università in Rom die „Laurea in lettere“ mit der Arbeit La descrizione musicale nei madrigali profani del Palestrina, del Marenzio e del Gesualdo.
In den 1920er und 30er Jahren war Leone Massimo ein bekanntes Gesicht in den Komponistenkreisen von Paris und Rom. So widmete 1928 Henri Sauguet den dritten Satz seiner Komposition „Feuillets d’album“ an Leone Massimo. Im Jahr 1931 gründete die Violinistin Yvonne de Casa-Fuerte eine Konzertgesellschaft in Paris zur Förderung zeitgenössischer klassischer Musik. Die Vereinigung erhielt den Namen „La Serenade“ und Gründungsmitglieder waren Vittorio Rieti, Darius Milhaud, Henri Sauguet, Roger Désormière, Nicolas Nabokov, Igor Markevitch und Leone Massimo. Das erste Konzert dieser Gesellschaft fand am 1. Dezember 1931 statt und enthielt u. a. die Uraufführung der „Serenade für 2 Violinen“ von Leone Massimo. Im Jahr 1924 gründete die Gräfin Anna Laetitia Pecci Blunt eine ähnliche Konzertgesellschaft in Rom mit dem Namen „I Concerti di Primavera“. Ziel war wieder die Aufführung ausgewählter zeitgenössischer Komponisten. Gründungsmitglieder waren neben Leone Massimo noch Vittorio Rieti, Mario Labroca und Goffredo Petrassi.
Während des Zweiten Weltkrieges gewährte Leone Massimo dem Komponistenkollegen Luigi Dallapiccola Unterkunft in seiner Villa in Fiesole. Dallapiccola dankte ihm dies mit der Komposition „Frammenti Sinfonici dal Balletto Marsia“, die Leone Massimo gewidmet ist. Nach 1945 war Leone Massimo regelmäßiger Gast mit seinen Kompositionen bei der Biennale di Venezia, einem Festival für zeitgenössische Musik. Von 1958 bis 1968 unterrichtete er Musikgeschichte am Centro Sperimentale di Cinematografia in Rom.
Er war zudem Geheimer Kammerherr, mit Degen und Mantel, und Generalpostmeister des Vatikans mit Zuständigkeit für die Vatikanische Post sowie für Reisen des Papstes außerhalb Roms, ein Amt, das seit 1769 den Erstgeborenen der Familie Massimo übertragen wurde. Nach Abschaffung des Amtes Soprintendente Generale delle Poste 1968 wurde er Konsultor für den Vatikanstaat.
1958 erhielt er das Große Verdienstkreuz mit Stern und Schulterband der Bundesrepublik Deutschland. Er war Ritter des Konstantinordens.

## Werke

### Schriften
- Breve storia della musica occidentale. Corso di storia della musica per gli allievi dei corsi di regia, scenografia, costume e direzione di produzione. Centro sperimentale di cinematografia, Rom 1957.

### Kompositionen (Auswahl)
- La donna. Canto e pianoforte zu einem Text von Osvaldo Brancaleoni (1918). Verlegt von Ricordi.
- Suite für Violine und Klavier (1922)
- Serenade für 2 Violinen (1931)
- Streichquartett (vor 1933)
- Sonate für Cello und Klavier (vor 1933)
- Quatre chansonettes, für Stimme und Streichquartett (vor 1933)
- Concerto grosso (1934)
- Divertimento für kleines Orchester (1940). Verlegt von Carisch.
- De Sancto Francisco, für Stimme und 9 Instrumente (1940)[7]
- Alfabeto Ballett (1941)
- Otto epigrammi, für Stimme und 5 Streichinstrumente (1949)
- Elogio della Poesia, für Sopran und 8 Instrumente zu einem Text von Libero de Libero (1956)[8]
- Due sonetti del Tasso, für Stimme und Klavier (1959)
- Tre Fantasie, für Orchester (1959)
- Sonate für Flöte, Violine und Klavier
- Suite für Klavier